# Morainville-Jouveaux

Morainville-Jouveaux este o comună în departamentul Eure, Franța. În 1 ianuarie 2022 avea o populație de 372 de locuitori.